# 造山運動
造山運動（英語：Orogeny）指地殼結構因為板塊運動產生劇烈變化，屬地殼變動的一種。該作用會產生岩石高度變形的帶狀區域，稱為造山帶（Orogens或Orogenic belts）。“Orogeny”一詞來自古希臘語詞根ὄρος（óros，山）和γενεια（geneia，誕生；起源）。造山運動是造成各大陸山地的主要機制；當大陸地殼因為造山運動產生褶皺和厚度增加時就形成山脈。涉及大範圍的地質作用統稱造山運動。

## 地形學

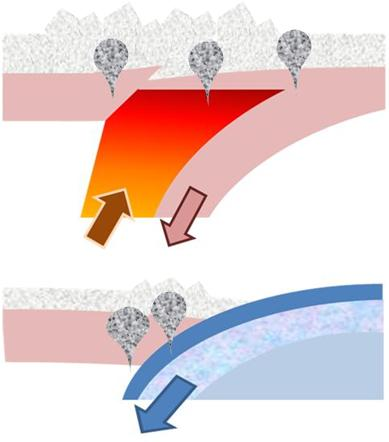
兩個會造成造山帶的地質過程。上圖：地殼侵入軟流圈造成的分層效應 (地質學)；下圖：海洋地殼隱沒。這兩個過程產生不同位置的花崗岩（圖中氣泡點），花崗岩位置是該過程如何作用的證據。

海洋地殼在隱沒帶形成非碰撞造山帶。

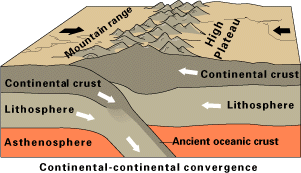
兩個大陸板塊碰撞形成碰撞造山帶。大陸地殼一般不會隱沒，只會抬升。

造山帶的形成是板塊隱沒作用過程的一部分，出現在海洋地殼潛入大陸地殼以下（非碰撞造山帶）或者兩個甚至更多大陸地殼碰撞的地區（碰撞造山帶）。 
造山運動通常會造成長弧狀結構，即造山帶（Orogenic belts）。 一般來說造山帶會有許多相當長的平行帶狀岩石構造，而且這些構造都有類似的地質特徵。造山帶與隱沒帶一起出現。隱沒帶地殼進入地函熔融後產生火山，並形成島弧的區域。弧狀結構可以歸因於板塊的剛性和島弧的尖端與下沉岩石圈的裂縫有密切關係（翻譯有誤，或注明文獻）。這些島弧可能在造山運動中與大陸合併。
造山運動的過程需要經過至少數千萬年才能將平原或海床變成山地。造山運動產生的山脈高度與地殼均衡原理有關；就是由較輕的大陸地殼組成的山脈的向下重力和較重的地函對山脈施加的向上浮力的平衡（翻譯有誤，不知所云）。
造山運動下形成的岩石經常是嚴重扭曲和重度的变质作用。造山運動期間深埋的岩石可能會被推升到地表；海底和接近海岸的物質會蓋住部分或全部造山帶區域。如果造山運動是因為兩個大陸版塊碰撞，可能會產生極高的山脈（例如喜馬拉雅山脈）。
造山運動的研究可能分成以下部分：
- 板塊構造事件
- 地理事件
- 年代排列事件（翻譯有誤，不知所云）

造山運動事件可能：
- 產生與板塊運動有關的特殊結構
- 在特定區域影響岩石和地殼
- 在特定時期發生

### 造山輪迴
雖然造山運動包含板塊構造論（翻譯有誤，因果顛倒），板塊運動的力量造成許多種現象，包含岩漿、變質作用、地殼融化與地殼厚度變厚。在一個特定的造山帶發生的任何作用取決於大陸地殼岩石圈的強度和流變學（翻譯有誤，不知所云），以及造山運動中這些屬性的改變。 
除了造山運動以外，山的形成也有其他的作用；例如沉積作用和侵蚀作用。這些作用是沉積和侵蝕作用多次重複的循環，以及接下來的掩埋和變質作用，和之後的花崗岩岩基形成與構造上升，最終形成山脈（翻譯有誤，不知所云），稱為造山循環。例如志留紀和泥盆紀的加里東造山運動起因於勞倫大陸和阿瓦隆尼亞大陸以及其他冈瓦那大陆的碎塊。加里東造山運動來自這些事件和其他特殊的造山運動循環（翻譯有誤，不知所云）。 
總的來說，造山運動在長時間改變地質狀態中扮演重要角色。造山帶只是造山運動循環的一部份；侵蝕作用也是循環中重要的部份。

### 侵蝕
侵蝕作用會大量移除山的物質，露出山脈的根部（原本地表下數公里的變質岩出現在地表）。這樣的作用可以被發展中造山帶地殼均衡的浮力平衡加速進行。對於侵蝕作用對板塊變形的程度至今仍有爭議；因此，最終形成的主要較老的造山代是一個長弧形的結晶變質岩區，而變質岩區位於遠離造山帶核心的較年輕沉積物之下。
造山帶可能會因為侵蝕作用完全消失，因此只能研究岩石上造山運動造成的痕跡來判定造山帶。造山帶通常是細長的弧形岩石區，而且可以看到因為地體或地塊岩石的變形所造成的明顯線型結構；造山帶的分離通常是因為縫合線或逆斷層。這些斷層有相對較細的，稱為推覆體（nappe）或推覆岩席（thrust sheets）的片狀岩石；而這些岩石是來自從核心到邊緣被縮短的造山帶，並且與褶皺運動和變質作用有密切關係 。

### 生物學
在1950和1960年代，造山運動（原文是"continenal drift and plate tectonic"而非"造山運動")的研究配合生物地理學、地理學和中洋脊的研究，對於板塊構造論有相當大的幫助。甚至在極早的地質年代中，存在於海洋中的生命因為能影響大氣的成分而扮演了相當重要的角色。海洋的存在對於海床的延伸與隱沒是相當重要的（此句因果倒置：應爲“海床的延伸與隱沒對於海洋的存在是相當重要的”）。

### 與形成山脈的關係
山的形成會有數種機制。 
|    | 山脈複雜的構造源自於不規則的連續性是因為海底擴張、岩石圈板塊位移、轉型斷層和碰撞、聚合與非聚合性大陸邊界。 |
| —— | |

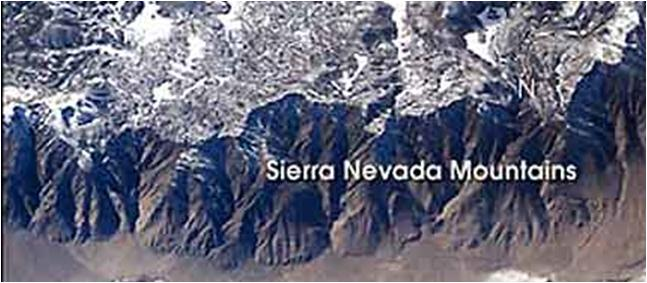
國際太空站上觀測的內華達山脈东侧陡峭的落差达3000米的山麓与山下平坦的欧文谷，這是分層效應造山的結果。

巨大的現代造山帶經常存在於大陸的邊界板块的碰撞。阿利根尼造山運動（形成阿巴拉契亞山脈）、拉臘米造山運動，以及安地斯造山運動是在美洲的例子。更古老的已经不活動的造山帶，例如阿爾岡紋造山運動、佩尼奧克造山運動，與安特勒造山運動則顯示了岩石變形與位於內陸的沉積平原。
版塊分離區域，例如洋中脊和東非大裂谷存在因為地表下方地函高熱產生的熱浮力（動力地勢）造成的山脈。冰岛就是这样的例子。
在斷層系統中，例如聖安德烈亞斯斷層，束縛彎曲導致非版緣性造山運動的區域性的地殼縮短和造山。
熱點的火山導致不在板塊界線上的孤立山峰的形成和山鍊的形成。例如夏威夷群岛。
經歷過地殼上升的區域是岩石圈分層的結果，其中一部份不穩定的低溫岩石圈根部向下插入地函，降低了岩石圈的密度，造成浮力；美國加利福尼亞州內華達山脈就是這樣的例子。該區域是斷塊山脈底下岩石圈分層後再經歷隆起的構造。
最後，地殼上升和侵蝕作用與造陸運動有關（大規模的局部性垂直運動，與褶皺、變質作用並無太大關係），並且會產生局部性的地表上升（翻譯有誤因果顛倒）。

## 發展歷史
在19世紀，地質學開始發展以前，山的存在是被聖經中所提到的大洪水做為解釋。這是新柏拉圖主義思想的延伸，這影響早期基督教作家提出一個完美的創造需要採取一個完美球體的形式。這樣的思想一直延續到18世紀。
Orogeny這個字被Amanz Gressly (1840) 和朱爾斯·舒曼 (1854)用來描述造山帶（orogenic）是山脈出現與抬升過程。
1852年時埃利·得博蒙提出「鉗子顎部」（Jaws of a Vise）理論來解釋造山運動；但這理論更關注高度，而非包含在造山帶內的隱藏結構。他的理論基本上認為高山的出現壓縮了某些岩石。 
愛德華·蘇斯在1875年認識了水平移動岩石的重要性。這個概念是「地槽的先驅」或者是固體地球初始向下彎曲（翻譯有誤，因果顛倒）（詹姆士·霍爾，1859年），1873年時詹姆士·德懷特·達納進一步完善，在他的造山理論中提出了「壓縮」的概念。事後看來，達那的理論有部分錯誤，因為該理論是源自地球冷卻理論。
直到20世紀60年代地球冷卻理論仍是大多數地質學家的主要模式。這是因為造山運動的理論陷入地殼垂直運動（類似火山灰型板塊構造，tephrotectonics）或軟流圈、地函內對流兩種理論支持者之間的激烈論戰。
1906年時，提出各種型式的造山帶，其中包含了「阿爾卑斯型造山帶」，特徵有復理石（flysch）和磨礫層（molasse）沉積物幾何形狀；蛇綠岩系、矽質玄武岩和推覆體型的摺皺結構。
利奧波德·馮·布赫在1855年承認造山運動是一個「事件」。在他的理論中，造山運動的時間可已被確定在最年輕的變形岩石和最老的未變形岩石之間。雖然現在地質年代學主要使用放射性定年法，這個原則至今仍然適用。
亨德里克·揚·茲瓦特在1967年注意到了造山帶變質作用的差異，並提出了三種造山帶形式；1979年華勒斯·史賓塞·皮徹進行了一些修改並進一步確定為：
- 海西型（Hercynotype）（弧後盆地型）： 
  - 淺、壓力低變質作用；細變質帶
  - 變質帶與溫度上升有關
  - 大量花崗岩和混合岩
  - 少量蛇綠岩系，缺乏超基性岩石
  - 小規模和抬升高度低的極寬造山帶
  - 推覆體結構少
- 阿爾卑斯型（海溝型）：
  - 深、高壓、寬變質帶
  - 多種變質作用岩相，與壓力減少相關
  - 少花崗岩或混合岩
  - 大量蛇綠岩系與超基性岩石
  - 相對較窄與抬升高度大且快速的造山帶
  - 主要是推覆體結構
- 科迪勒拉（弧）型：
  - 主要是鈣質鹼性岩形式的火成岩、安山岩、花崗岩岩基
  - 一般缺乏混合岩，低地溫梯度
  - 缺乏蛇綠岩和深的沉積岩（黑色頁岩、燧石等）
  - 低壓變質作用，抬升高度中等
  - 推覆體結構少

板塊構造論的提出解釋了許多造山帶和其特徵。主要由勒內·笛卡兒發展的地球冷卻理論因此被放棄了，火山灰型板塊構造（tephrotectonic style）的垂直運動可以被地殼均衡解釋。
有一些特例存在：例如紐西蘭是板塊撞擊界限變成轉型斷層界限；或者是屬於島弧的新幾內亞是在遠離大陸後阻體的地方形成。更複雜的狀況，例如澳洲的馬斯格雷夫區塊（Musgrave Block），元古宙大陸和大陸碰撞的造山帶在之前是無法解釋的（參見Dennis, 1982），可以被後來的震波成像技術了解造山帶地殼深處的結構。

## 外部連結
- Maps of the Acadian and Taconic orogenies
- Antarctic Geology